# Sa Diện

Bản đồ đảo Sa Diện thập niên 1920, chú thích rõ phần tô giới của Anh và Pháp

Sa Diện (tiếng Trung: 沙面; bính âm: Shāmiàn) là một đảo sông nhân tạo dạng cồn cát thuộc quận Lệ Loan, thành phố Quảng Châu, tỉnh Quảng Đông, Trung Quốc. "Sa Diện" nghĩa là "bề mặt cát", ý chỉ đặc điểm của đảo này.
Năm 1859, Anh Quốc và Pháp đào một con kênh nhân tạo tách vùng đất mà nay là đảo Sa Diện khỏi đất liền. Nhà Thanh giao vùng đất này làm tô giới cho Pháp và Anh Quốc chia nhau mãi đến năm 1943. Vì vậy, hòn đảo mang trong mình bề dày lịch sử gợi nhớ đến giai đoạn nửa thuộc địa qua những con phố đi bộ yên ả rợp bóng cây; hai bên đường là những toà nhà từng một thời là tổng lãnh sự quán và các tiệm buôn của nhiều nước châu Âu và Nhật Bản. Trên đảo còn có vài khách sạn, nhà nghỉ, nhà hàng và các tiệm bán đồ lưu niệm hoặc đồ cổ.

## Địa lý
Đảo Sa Diện có diện tích 0.3 km², dài 900 m tính từ đông sang tây và rộng 300 m tính từ bắc xuống nam. Đảo này nằm cách đất liền bởi một con kênh đào ở phía bắc, còn phía nam là dòng  Châu Giang.

## Lịch sử
Đảo Sa Diện là một cảng quan trọng trong ngoại thương của Trung Quốc từ thời nhà Tống đến nhà Thanh. Từ thế kỷ 18 đến thế kỷ 19, dân ngoại quốc sinh sống và kinh doanh tập trung trong một khu vực gọi là "Dãy 13 Căn" (广州十三行, Quảng Châu Thập Tam Hàng) ven bờ Châu Giang, nằm về phía đông so với đảo Sa Diện. Khi đó ở đây có thuyền của hàng ngàn dân vạn đò neo đậu. Năm 1859, Anh Quốc và Pháp đào một con kênh ở phía bắc khu vực này, tạo nên đảo Sa Diện, rồi chia nhau theo tỉ lệ 3:2. Có hai cây cầu nối đảo này với đất liền, cứ 22h là đóng cửa để giữ an ninh. Cây cầu của phần Anh được xây năm 1861, do lính người Sikh giáo (Ấn Độ thuộc Anh) canh gác, còn cây cầu bên phần Pháp do lính Nam Kỳ (Đông Dương thuộc Pháp) và lính Pháp canh gác.

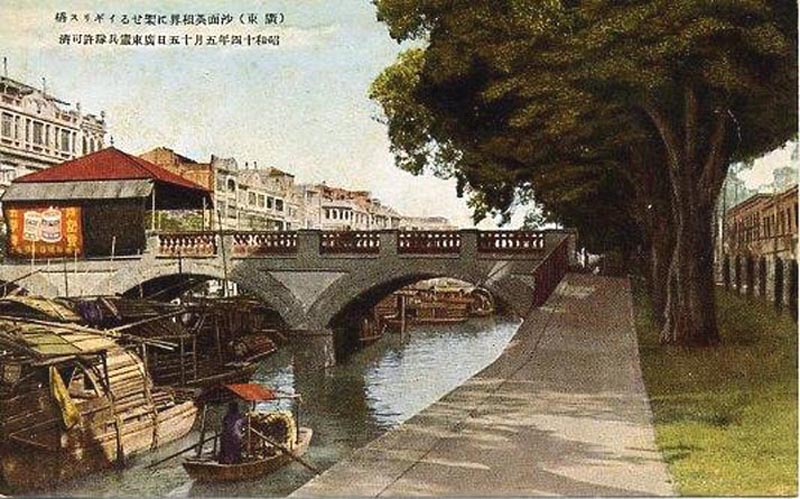
Cầu trong tô giới của Anh nối đảo Sa Diện với đất liền. Ảnh năm 1939.

Dọc bờ sông là biệt thự bằng đá của các hãng buôn châu Âu như Anh, Pháp, Hà Lan, Ý, Đức, Bồ Đào Nha và Nhật Bản, Hoa Kỳ. Kiến trúc được thay đổi cho phù hợp khí hậu nhưng vẫn giữ nét Âu châu như mái nhà có mép bờ và các hành lang ngoài trời.
Ngày 19 tháng 6 năm 1924, khu tô giới Pháp ở Sa Diện cũng là nơi diễn ra vụ ném tạc đạn mưu sát bất thành vị Toàn quyền Đông Dương Martial Merlin do nhà cách mạng thuộc phong trào Đông Du là Phạm Hồng Thái thực hiện. Tài liệu tiếng Việt thường gọi vụ này là tiếng bom Sa Diện.
Năm 1925, đảo này cũng là một trong những nơi diễn ra cuộc Đại bãi công Hồng Kông - Quảng Châu.
Sau khi Cộng hòa Nhân dân Trung Hoa thành lập vào năm 1949, các biệt thự ở Sa Diện bị biến thành công sở nhà nước còn các nhà thờ Kitô giáo bị chuyển thành nhà máy.

## Tòa nhà lịch sử

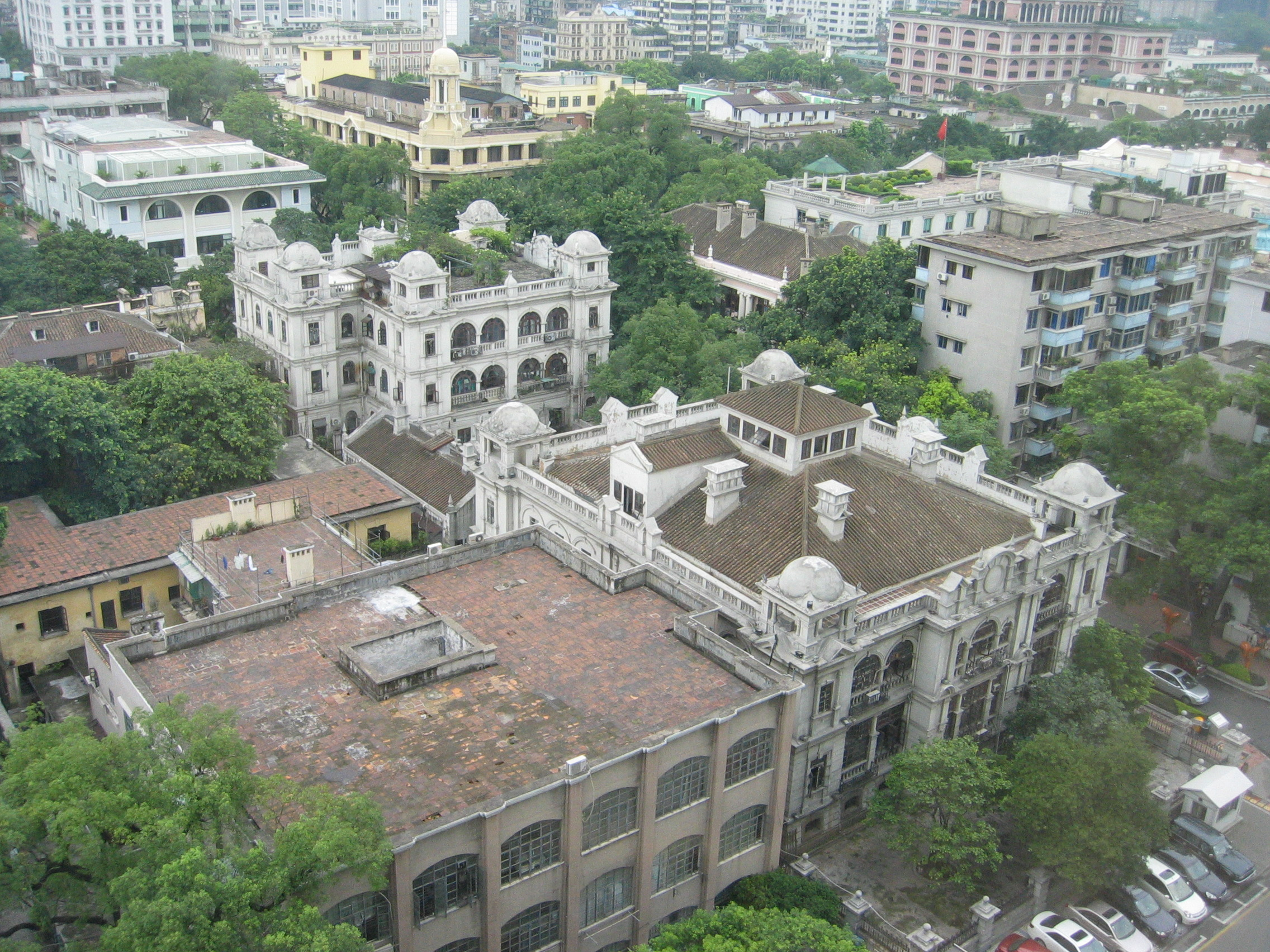
Các tòa nhà cổ trên đảo Sa Diện vào năm 2007

### Công trình tôn giáo

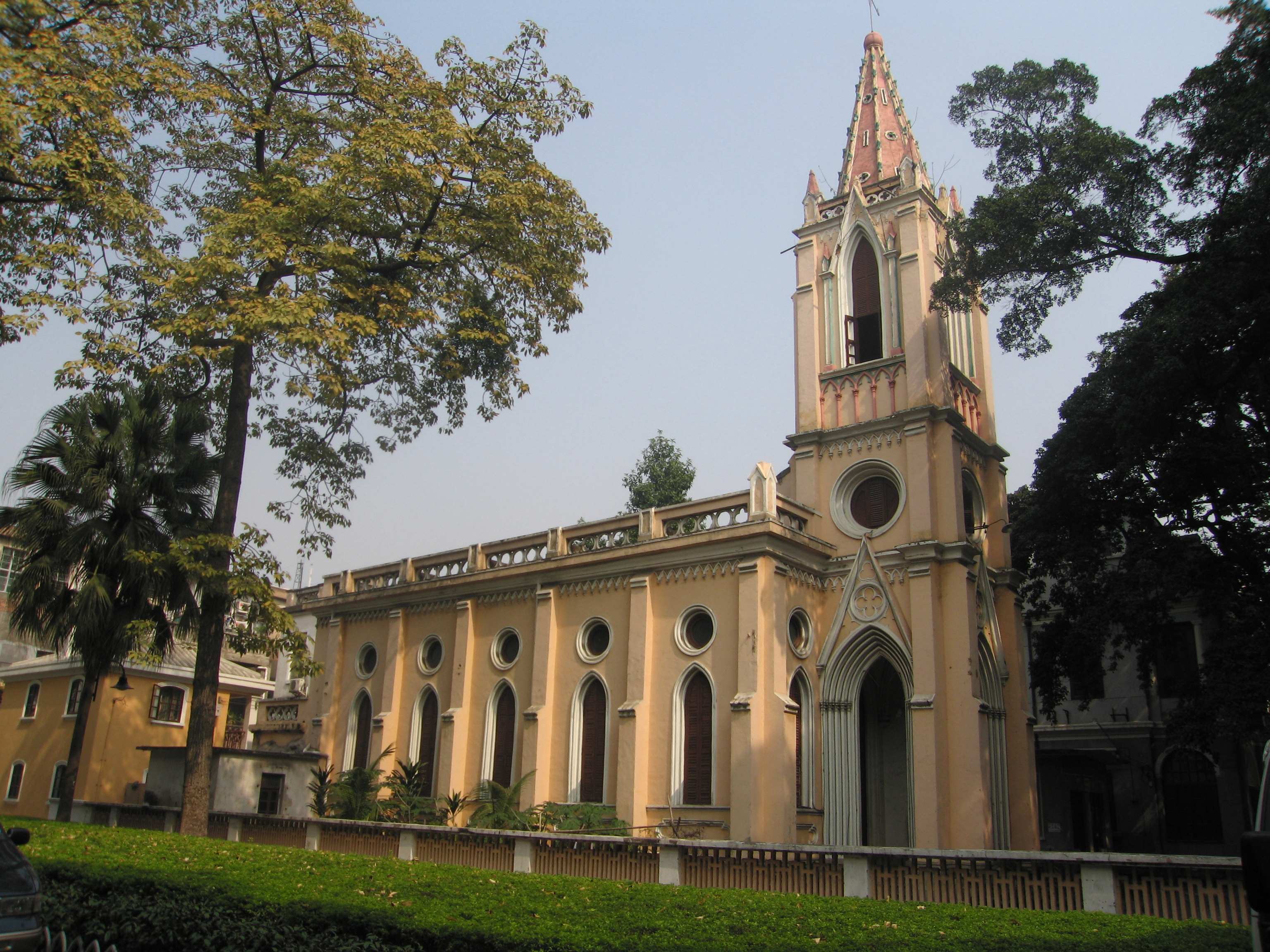
Nhà nguyện Đức Mẹ Lộ Đức do Pháp xây.

Nhà thờ Tin lành của Anh Quốc, mang tên Nhà thờ Kitô Sa Diện (沙面堂; Shāmiàn Táng; Saa1min2 Tong4), được xây dựng vào năm 1865.
Nhà nguyện Công giáo do Pháp xây dựng năm 1892, mang tên Nhà nguyện Đức Mẹ Lộ Đức (露德圣母堂), đã được tu bổ, hiện vẫn tọa lạc tại đại lộ chính trên đảo.

### Lãnh sự quán
Trong quá khứ, Sa Diện là nơi đặt tòa lãnh sự của nhiều quốc gia. Hiện nay không còn lãnh sự nào khác ngoài tòa lãnh sự Ba Lan.
Các lãnh sự quán cũ là:
- Tiệp Khắc: số 1 đường Sa Diện Bắc, xây năm 1911, về sau biến thành trụ sở tham tán thương mại của Bắc Triều Tiên.[14][15]
- Pháp: số 20 đường Sa Diện Nam.[15]

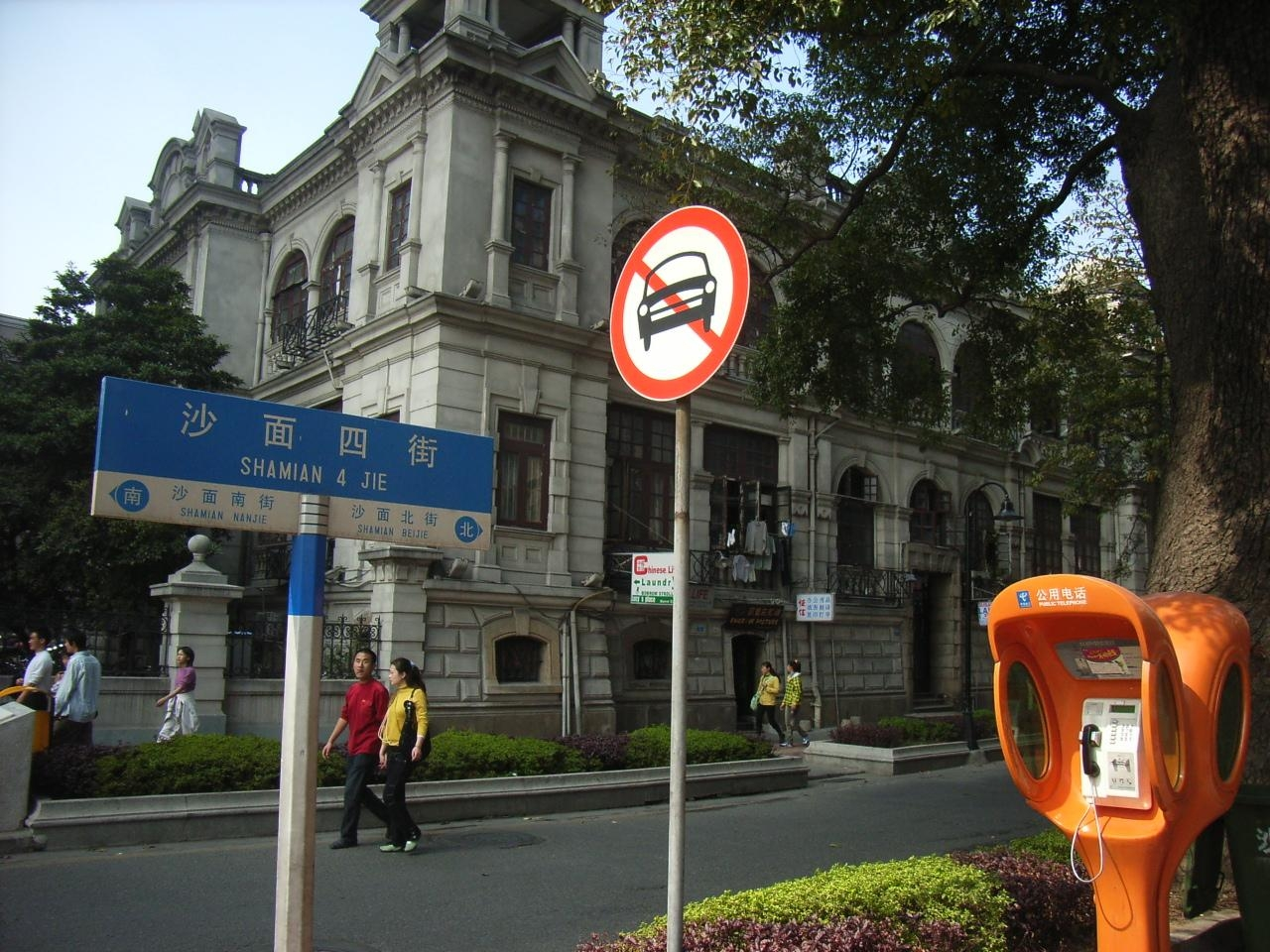
Tòa lãnh sự quán cũ của Đức, kiêm trụ sở Công ty Dầu mỏ Á Châu

- Đức: số 59 đường Sa Diện Bắc. Đây cũng là trụ sở của Công ty Dầu mỏ Á Châu (Asiatic Petroleum Company).[15]
- Nhật Bản: số 22 đường Sa Diện Nam.[15]
- Na Uy: số 54 đại lộ Sa Diện.[15]
- Bồ Đào Nha: số 42 đường Sa Diện Nam.[15]
- Liên Xô: từng có thời Liên Xô đóng trụ sở lãnh sự ở số 68 đại lộ Sa Diện, trong một tòa nhà xây từ năm 1916.[15][16]
- Anh Quốc: sô 44-46 đường Sa Diện Bắc.[15]
- Hoa Kỳ: số 56 đại lộ Sa Diện[15] từ năm 1873 đến 1938, sau đó là vài tháng vào năm 1949. Tháng 4 năm 1990, lãnh sự quán quay lại đảo Sa Diện nhưng đóng ở Tháp Lãnh Sự ở số 1 Sa Diện Bắc, trên một khu vực đất lấn sông gần Khách sạn Thiên Nga Trắng. Năm 2005, bộ phận lãnh sự của lãnh sự quán dời về quận Thiên Hà. Tháng 7 năm 2013, lãnh sự quán chuyển đến khu Châu Giang Tân Thành ở quận Thiên Hà.[17] Khi còn ở Sa Diện, lãnh sự quán Hoa Kỳ là địa điểm chính làm thủ tục nhận con nuôi người Trung Quốc cho các gia đình Mỹ có nhu cầu.[18]

## Giao thông
Ba con đường trục đông-tây trên đảo là đường Kênh, đại lộ Trung Tâm và đại lộ Mặt Tiền Sông được đổi tên thành đường Sa Diện Bắc, đại lộ Sa Diện và đường Sa Diện Nam. Năm con đường theo trục bắc-nam được đặt tên là Sa Diện 1 đến Sa Diện 5.
Ga Hoàng Sa thuộc hệ thống tàu điện ngầm Quảng Châu nằm cách đảo không xa. Có phà ra đảo, cứ 10 phút một chuyến, nhận chở khách bộ hành và xe đạp. Đảo không có xe buýt.